# Merko Ehitus
AS Merko Ehitus — эстонская строительная компания, работающая в Эстонии, Латвии и Литве. Была основана в 1990 году. Штаб-квартира компании расположена в г. Таллин.
Компания постоянно входит в число самых крупных строительных компаний Эстонии, и благодаря обороту за 2005 год в размере более 3 млрд. эстонских крон стала крупнейшей строительной компанией в Прибалтике. Занимается возведением как жилых домов, так и промышленных объектов